# Antonio Pelle
Antonio Pelle (San Luca, Calàbria, 1 de marc de 1932 - Locri, Calàbria, 4 de novembre de 2009), més conegut com 'Ntoni Gambazza, fou un destacat membre de la 'Ndrangheta calabresa i cap del clan criminal ('ndrina) Pelle o Pelle-Vottari de San Luca.

## Orígens
Antonio Pelle va créixer a la localitat calabresa de San Luca, concretament a Via Fiore 28, en una típica i humil casa de pastors d'una sola habitació. Fou el quart fill d'una família de pastors analfabets dedicats a la pastura d'ovelles per la regió montanyosa de l'Aspromonte, prop del Santuari della Madonna di Polsi. És descrit com un jove disciplinat i molt hàbil amb els animals, que des de ben petit ajuda amb les tasques de pastoreig. Es creu que fou durant l'època en què es cuidava d'una part del ramat familiar quan Pelle té, per primer cop, coneixement de l'existència de la 'Ndrangheta o Onorata Società. Aquest primer coneixement sobre l'organització criminal ve quan un dia, mentre pasturava el seu ramat, va adonar-se que al llarg del camí hi havia les conegudes com a "vaques sagrades", uns animals que no podien ser molestats ni tocats ja que eren propietat de membres de la 'Ndrangheta.

## L'Onorata Società
Per esdevenir un membre de la 'Ndrangheta cal ser familiar d'algún 'ndranghetista (tenir un vincle de sang amb l'organització), o bé cometre un acte criminal que sigui ben vist per aquesta. Els primers 20 anys de la vida d'Antonio Pelle varen estar plens de crims, robatoris de bestiar, tinènça il·lícita d'armes de foc, temptatives d'homicidi, entre d'altres. És el 1958, després de rebre un tret a la cama i quedar coix de per vida quan Pelle rep el sobrenom de 'Ntoni Gambazza.
El diumenge 14 de maig de 1961, als boscos propers a la localitat de San Luca, els Carabinieri troben mort a trets a Sebastiano Pizzata, un dels caps de la 'Ndrangheta de San Luca. El difunt cap tenia vuit impactes de bala, tres dels quals formaven un perfecte triangle al voltant del cor. El triangle (en llenguatge de la 'Ndrangheta: bullu) és una figura molt utilitzada que caracteritza els afiliats de baix rang. D'altra banda, simbolitza els tres historics cavallers espanyols, Osso, Mastrosso i Carcagnosso que, segons diu la llegenda, vingueren d'Espanya cap a Itàlia i fundaren la Cosa Nostra, la Camorra i la 'Ndrangheta, respectivament.
Dues setmanes després de l'homicidi, Antonio Pelle s'entregà a les autoritats i declarà que va ser ell qui aquell diumenge al matí, mentre es dirigia cap a Polsi, va acabar amb la vida de Pizzata. Segons el seu relat, Pelle va sentir una discussió, s'hi va apropar i va veure una vintena d'homes discutint sobre el robatori d'unes vaques. El seu germà Domenico es trobava entre la multitud quan la discussió va pujar d'intensitat i Pizzata va treure una arma i començà a disparar. En aquell moment i, preocupat pel seu germà, Pelle va disparar i matar Pizzata en defensa propia.
Tot i que un informe dels perits forenses determinà que foren dues les persones que dispararen a Sebastiano Pizzata, Antonio Pelle va assumir el crim i en fou condemnat com a únic autor. Uns anys després del crim, es va descobrir que la victima, S. Pizzata, estava en conflicte amb un cap de la 'Ndrangheta, de cognom Ficara, amb qui Pelle tenia lligams. Fou d'aquesta manera com Pelle va materialitzar el desig de formar part de l'Onorata Società, acabant amb la vida del cap rival i assumint, en un gest de respecte cap a Ficara, els 11 anys, 11 mesos i 11 dies de presó pels quals fou condemnat.
El 1968, any en què Pelle és condemnat, estava casat amb Giuseppa Barbaro, filla del criminal Francesco Barbaro, i tenia una filla, Elisa Pelle. Els dos primers anys de la seva condemna els passa a la presó de l'illa de Pianosa, situada a la costa de Liorna i coneguda com la Alcatraz italiana. Posteriorment la condemna passa a ser d'arrest domiciliari i Pelle s'instal·la a la regió de la Pulla, d'on s'escapa el 1971.

### Ascens al poder
'Ntoni Gambazza s'amaga a l'Aspromonte, a la localitat d'Africo, a uns quaranta quilometres de San Luca. Durant aquest període, Pelle fa amistat amb un important cap anomenat Guiseppe Morabito. En aquells anys, la 'Ndrangheta estava evolucionant d'una organització rural i local, centrada principalment als robatoris de bestiar, contraband de tabac i extorsions, a una organització empresarial involucrada en politica, corrupció i en el sector de la construcció a través d'adjudicacions d'obra pública arreu del país. Fou durant aquest període de transformació criminal quan van començar les obres per construir el port de Gioia Tauro i, poc després, l'autopista Salerno - Reggio de Calàbria.
El 21 de novembre de 1977, tres Cababinieri que patrullaven per una zona boscosa de Benestare, prop de San Luca, detectaren la presència d'un individu. Van ordenar que s'aturés però no va ser fins després de reduir-lo quan el van poder identificar, es tractava d'Antonio Pelle. Set anys després de la seva fugida, Pelle ingressava a la presó de Messina.
En va poder sortir quatre anys més tard quan el President de la República italiana, Alessandro Pertini, en va firmar el perdó. Segons la justificació de l'oficina del president, Pelle complia tots els requisits per ser mereixador del perdó. No només era un intern exemplar tan amb els guàrdies com amb el altres interns sinó que també gaudia d'un document legal firmat pel mateix germà de Sebastiano Pizzata, Bruno Pizzata, on expressava el seu desig de perdonar-lo.
Segons alguns col·laboradors de la justícia, poc després de rebre el perdó i, per tan, de ser un home lliure, 'Ntoni Gambazza rep el rang de Caposocietà de San Luca. El nou cap s'instal·la a San Luca, on gaudeix d'una vida comode i des d'on dirigeix i coordina activitats criminals.
Als cincuanta anys d'edat aconsegueix treballar per al govern com a operari forestal, una feina que li serveix d'escut per a les seves activitats criminals. Poca anys més tard, el 1985, esclata la coneguda com Faida di Motticella, un cruent conflicte armat entre diferents clans de l'organització. Antonio Pelle fa ús de la seva poderosa posició i fa de mediador entre els clans enfrontats a la guerra. Per tal de consolidar la pau entre ells, Pelle fa casar quatre fills seus amb personatges importants de la 'Ndrangheta. D'aquesta manera estableix una serie de lligams i vincles d'aliances que asseguraran la continuïtat de poder de les famílies.
Anys més tard i a través de la investigació Crimine-Infinito, es va descobrir que Antonio Pelle va arribar a ocupar el graó de Vangelo (evangeli), una de les posicions més altes que es coneixen dins la jerarquia de la 'Ndrangheta. El nom deriva del jurament que es fa amb la mà sobre la bíblia i els membres que ocupen aquesta posició es distingeixen per una creu tatuada a l'espatlla dreta.

### El feu de Motticella
El feu de Motticella fou un conflicte armat entre els clans criminals de Morabito-Mollica i els Speranza-Palamara-Scriva, tots ells afincats al municipi calabrès d'Africo. El conflicte va originar-se quan un dels dos clans va quedar-se part dels diners del rescat pagat per alliberar a la farmacèutica Concetta Infantino. Infantino fou segrestada el 25 de gener de 1983 a mans de la família Palamara i amagada en uns terrenys a Motticella, municipi de Bruzzano, que eren propietat de la família Mollica. Els Mollica no foren informats del segrest i sis dies després, el 31 de gener de 1983, acaben amb la vida del cap criminal Pietro Scriva, aliat dels Palamara. El conflicte no va acabar fins a l'any 1990 quan, després de prop de cincuanta morts i de la intervenció de Giuseppe Morabito i Antonio Pelle, els diferents clans criminals i els seus al·liats van acordar el final de les hostilitats.

### Contraban
L'1 de febrer de 1988, Pelle és identificat al Bar Lyons, al municipi de Buccinasco, prop de Milà, juntament amb Giuseppe Morabito i Antonio Papalia, mentre discutien sobre una ruta del tràfic d'heroïna entre Turquia i Grècia. Dos anys més tard i en el marc de la investigació Lady O, que prengué el mateix nom que el vaixell utilitzat per la 'Ndrangheta per al tràfic de drogues, l'associació entre Pelle i Morabito torna a posar-se de manifest. En aquest cas i juntament amb altres personalitats criminals de la Santa Corona Unita, Pelle organitzava partides d'haixix i opi per ser transportades pel Mediterrani. L'operació va destapar que, a través de traficants com George Seaman, Pelle i els seus socis negociaven la compra de les substàncies al Líban i al Marroc i n'organitzaven el transport fins les costes de Calàbria. Segons la investigació, en un d'aquests carregaments s'hi van transportar 100 quilos d'heroïna, 3 tones de haixix i armes automàtiques com Kalàixnikovs, Uzi, un bazuka i diversos artefactes explosius per un valor de 300 milions de les antigues lires (155.000 €).
Una de les altres rutes del narcotràfic utilitzada per Pelle i els seus socis fou la dels Països Baixos, on la 'Ndrangheta organitzava el transport de drogues des d'Amsterdam mitjançant camions i les emmagatzemava a un restaurant de Milà ubicat a Via Cristoforo Gluck.

### El feu de San Luca
La coneguda com la faida de San Luca va ser un enfrontament armat entre dues importants famílies de la 'Ndrangheta. Tot va començar durant les celebracions del carnestoltes, el 10 de febrer de 1991 a la localitat de San Luca, quan uns quants nois que rondaven els vint anys varen tirar ous contra un centre recreatiu i contra un automòbil que estava aparcat davant. El centre recreatiu era propietat de Domenico Pelle, fill d'Antonio Pelle, i el cotxe pertanyia a un 'ndranghetista de la família Vottari, aliada dels Pelle. Tot va empitjorar quan es va saber que els nois que havien llençat els ous tenien connexions amb el clan dels Nirta-Strangio, principal família enemiga d'Antonio Pelle.
El gest fou vist com una provocació tan greu que Antonio Vottari va sortir de casa seva i disparà als joves, matant-ne dos i ferint-ne dos més de gravetat. La resposta dels Nirta-Strangio va arribar un any més tard amb l'assassinat d'Antonio Vottari. L'intercanci d'amenaçes i venjançes va ser de tal magnitud que ningú de San Luca que tingués relació amb els Pelle-Vottari o amb els Nirta-Strangio podia sentir-se segur. El 1995, l'enfrontament acabà amb la vida de Guiseppe Nirta, capocrimine de la 'Ndrangheta (una mena de cap que supervisa tota l'organització). Fou poc després de l'assassinat de Nirta quan Antonio Pelle ocupa la posició de capocrimine i fa de mediador entre les famílies per tal que, una vegada més, acabin amb les venjances personals.
El març de l'any 2000, Antonio Pelle es troba en cerca i captura i es veu obligat a fugir de nou. Els seus esforços en la mediació de la guerra entre les dues families enfrontades es compliquen ja que no pot trepitjar San Luca sense perill de ser arrestat. El dia de Nadal de 2006 a les 17:00, al centre de San Luca, membres de la família Strangio es troben reunits al carrer, davant de la casa on viuen. En algun moment d'aquella tarda, varis homes armats amb fusells d'assalt i amb la cara tapada passen per davant de la casa i obren foc, matant a Maria Strangio, de trenta-tres anys i a un nen de cinc. La tensió entre famílies arribà a ser de tal magnitud que el mateix govern, esperant-se un nou acte de venjança, va prohibir els actes festius d'any nou i tancà les escoles com a mesura preventiva en cas d'un atac.
Els Pelle van seguir insistint amb la pau, fins i tot al diari la Gazzetta del Sud que el dia 26 de desembre de 2006 va publicar una carta signada per un dels fills d'Antonio Pelle. En aquesta carta, la família Pelle es distanciava del conflicte armat i anuncià que ells només treballaven per assolir la pau entre els clans.
El 15 d'agost de 2007 a la ciutat de Duisburg, Alemanya, tingué lloc la coneguda com la massacre del Ferragosto. Sis persones van perdre la vida a les portes del restaurant italià Da Bruno on s'hi acabava de celebrar el divuitè aniversari d'un jove. Els forenses determinaren que els assaltants van disparar una setentena de trets i seguidament remararen amb un tret al crani a cada una de les victimes. Els investigadors van descobrir una habitació sense finestres a la part de darrere del restaurant amb un imatge de la Madona de Polsi que presidia una taula de forma semi-circular amb dotze cadires. A la butxaca d'un dels nois assassinats, la policia alemanya hi troba una imatge de Sant Miquel Arcàngel, protector de la 'Ndrangheta. Els investigadors van arribar a la conclusió que l'aparent festa d'aniversari en realitat havia estat un ritual de bateig (introducció a l'organització criminal).
El feu de San Luca canvià la precepció de la 'Ndrangheta, no només a Alemanya sinó arreu d'Europa i obligàren a l'estat italià a respondre. Pocs dies després de la massacre, els Carabinieri blinden la població de San Luca i el 25 de setembre registren la casa d'una de les filles d'Antonio Pelle.

## Arrest i defunció
El febrer de 2008 els Carabinieri registren la casa d'Antonio Pelle, en un registre que dura tres dies, en els quals la policia aterra parets, portes i murs. Un dels Carabinieri presents en el registre intueix que darrere una de les parets del garatge que serveix per col·locar-hi ampolles de vi hi podia haver alguna habitació secreta. Quan el cap de l'operatiu ordena el derrumbament de la paret, un dels fills de Pelle treu un comandament i l'acciona. El comandament va obrir una comporta de formigó que amagava una habitació on s'hi practicaven noves afiliacions a l'organització. En ella hi van trobar una especie d'altar amb les imatges de la Madonna de Polsi, el Pare Pio, la Mare de Déu de Lurdes i Sant Miquel Arcàngel. Dins l'habitació també hi troben dos búnquers més però cap rastre d'Antonio Pelle.
Dies després de l'escorcoll i a raó de les investigacions i seguiment a la família Pelle, els investigadors varen notar que la dona i els fills de Pelle apagaven els seus telèfons mòbils quan marxaven de San Luca i no els tornaven a engegar fins que tornaven a casa, sovint al cap d'unes tres o quatre hores.
El 12 de juny de 2009 els Carabinieri aconsegueixen seguir la dona de Pelle, Guiseppa Giampaolo, que els conduí fins a un hospital a la localitat de Polistena, a uns setanta quilometres de San Luca. Un cop dins de l'hospital, la policia comença a identificar a tot el personal del centre fins que arribaren al primer pis, sisena habitació de l'ala de recuperació post-operatòria. És allà on arresten a Antonio Pelle, que més tard serà condemnat a 26 anys de presó que tenia pendents i acusat dels delictes de conspiració criminal i tràfic d'estupafaents.
S'estalivà la presó a causa del seu delicat estat de salut i fou sotmès a arrest domiciliari fins al 4 de novembre de 2009, dia en que morí d'un atac de cor.

## Controvèrsia
Quatre dies després de la mort d'Antonio Pelle i durant un partit de futbol a la població de San Luca que enfrontava l'equip local contra el ACD Bianco, els jugadors de l'equip de San Luca van disputar el partit lluint el braçalet negre com a símbol de dol per la mort de Pelle. Aquest fet, va despertar fortes critiques de presidents i alts càrrecs d'equips rivals com de la cúpula directiva de la Lliga Italiana de Futbol.